# Bochas adaptadas
Bochas adaptadas o boccia es un juego diseñado para personas con discapacidad, inspirado en el juego de origen italiano bocce o bochas, de donde toma su nombre, y aceptado como deporte paralímpico desde 1984. Se aplican las reglas de la BISFed (Federación Internacional Deportiva de Bochas). Inicialmente jugado solo por deportistas con parálisis cerebral, actualmente puede ser jugado por deportistas en sillas de ruedas con discapacidades totales o parciales en sus extremidades. Se utilizan cuatro clasificaciones a fin de garantizar la paridad entre los competidores (BC1, BC2, BC3 y BC4). Se juega en competencias individuales (BC1 a BC4), por parejas (BC3 y BC4) o en equipos de tres jugadores (BC1-BC2). En todas las pruebas pueden participar hombres o mujeres, indistintamente.

## Origen
Las bochas es una adaptación del antiguo juego italiano de bocce o bochas ("bocce" es el plural de "boccia", que quiere decir "bocha"), que se juega desde las épocas del Imperio Romano, que a su vez tuvo como antecedente un juego similar practicado en el Imperio Egipcio, desde hace más de 5.000 años. El juego se difundió por toda Europa en la Edad Media europea y en los últimos dos siglos, las grandes migraciones italianas difundieron el juego por diversas partes del mundo, especialmente en Sudamérica, donde adoptó el nombre de bochas. El bocce influyó en la creación de juegos similares como la petanca, las bolas criollas, el bowls, el tejo o el curling, este último sobre hielo.
En la década de 1970 el juego fue adaptado en Suecia para personas con parálisis cerebral, adoptando el nombre de "bochas". El juego fue aprobado por la CPISRA (Cerebral Palsy International Sport and Recreation Association - Asociación Internacional de Deportes y Recreación de la Parálisis Cerebral), que estableció las primeras clasificaciones y lo incluyó en los V Juegos CPISRA realizados en la ciudad danesa de Greve en 1982. En 1984 se estrenó como deporte paralímpico en los Juegos Paralímpicos de Nueva York/Stoke Mandeville 1984. En 1991 se realiza en Coímbra, Portugal, la I Copa del Mundo de Bochas, organizada por la CPISRA.
A fin de mantener la paridad entre los competidores, inicialmente la CPISRA utilizó un sistema de clasificación basado en cinco clases de parálisis cerebral, pero con el tiempo cambió las clasificaciones médicas para adoptar un principio de clasificación sobre bases funcionales, arribándose a cuatro clases (BC1-BC2-BC3-BC4), que admiten también la participación de personas con afecciones severas, aunque no sean causadas por parálisis cerebral. En 2012 la CPISRA creó la BISFed (Boccia International Sport Federation-Federación Internacional de Bochas), con el fin de dar autonomía al deporte.
Las clasificaciones de bochas han sido objeto de discusión, razón por la cual el Comité Paralímpico Internacional (IPC) se encontraba en 2016 revisando los criterios de clasificación, con el fin de organizarlos a partir de un sistema basado en evidencias, antes que en la simple performance de los jugadores, con el fin de poder distinguir las limitaciones causadas por las patologías, de las limitaciones que responden a causas ajenas a las patologías, como el entrenamiento o predisposiciones individuales.

## Características
Es un juego de precisión y de estrategia, con sus propias reglas establecidas en el Reglamento de Bochas, establecido por la BISFed (Federación Internacional de Bocha), junto al Reglamento de Clasificación.
Las únicas categorías lo son en función del grado de discapacidad que padezcan los deportistas. Todos ellos, gravemente afectados y por tanto sentados en sillas de ruedas, lanzan las bolas con sus manos o pies, excepto los de la clase correspondiente a la discapacidad más severa, que juegan con la ayuda de una canaleta o rampa, sobre la que su auxiliar deposita la bola una vez escogida la dirección por el deportista. Existen pruebas individuales, por parejas y de equipos, siendo un deporte mixto en el que los hombres y las mujeres compiten entre sí.

## Divisiones
El reglamento contempla siete divisiones de bochas adaptadas: 
| Evento     | Clase   | Descripción |
| ---------- | ------- | --- |
| Individual | BC1     | Deportistas que tienen parálisis cerebral y juegan con la mano o con el pie, que evidencian problemas a la hora de coger y lanzar la bola, con dificultades en la coordinación general y la fuerza de lanzamiento. Pueden ser asistidos por un auxiliar, que sólo puede realizar los actos que le indica la persona que está compitiendo.                                                                                                   |
| Individual | BC2     | Deportistas con parálisis cerebral que juegan con la mano, aunque con menos dificultades motrices que los deportistas BC1. No pueden ser asistidos por ningún auxiliar. |
| Individual | BC3     | Deportistas con severa disfunción locomotriz en las cuatro extremidades (con o sin parálisis cerebral), con dificultades para sostener, agarrar o lanzar la bola. Recurren a un auxiliar, que se mantiene de espaldas al juego y sólo puede realizar los actos que le indica la persona que está compitiendo. Utilizan una canaleta o rampa para el lanzamiento de la bocha.                                                                |
| Individual | BC4     | Deportistas con significativa inhabilidad física, que no sea parálisis cerebral, que evidencian dificultades para arrojar la bocha, pero lanzan con la mano o con el pie, debiendo escoger con qué extremidades lo hará. Si lanzan con la mano no pueden recibir asistencia de un auxiliar. Si lanzan con el pie pueden ser asistidos por un auxiliar, que sólo puede ejecutar los actos que la persona que practica el deporte le indique. |
| Parejas    | BC3     | Las dos personas (y una sustituta) deben pertenecer a la división BC3 y una de ellas al menos debe tener parálisis cerebral, debiendo estar siempre jugando. Pueden recibir asistencia de un auxiliar. |
| Parejas    | BC4     | Las dos personas (y la sustituta) deben pertenecer a la división BC4. |
| Equipo     | BC1-BC2 | Los equipos están formados por tres personas en cancha y una sustituta, pertenecientes a las divisiones BC1 y BC2, pero en cancha siempre debe haber una persona de la división BC1. |

## Reglas

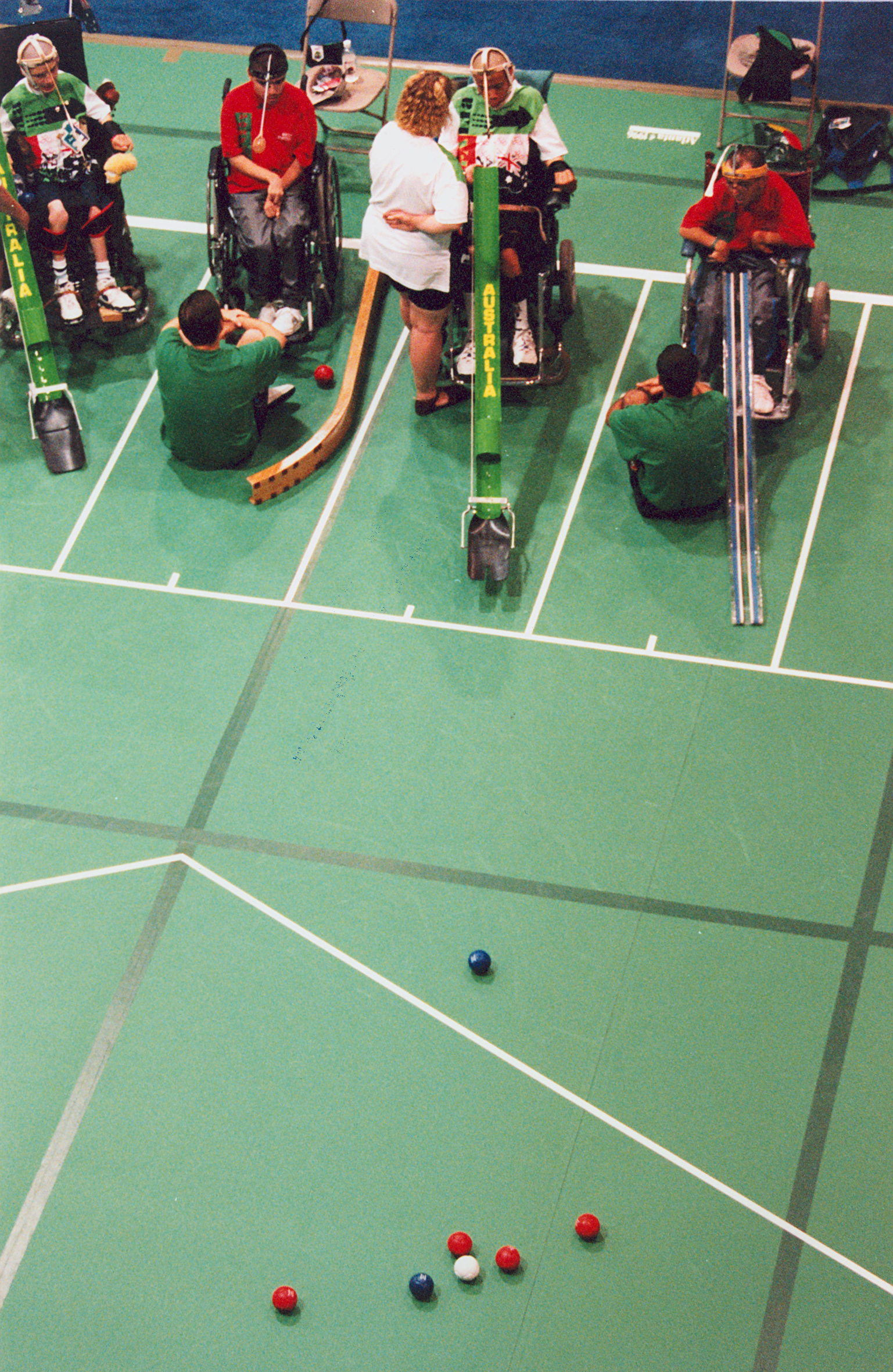
Competencia de parejas BC3, con suas canaletas y auxiliares de espaldas al juego.

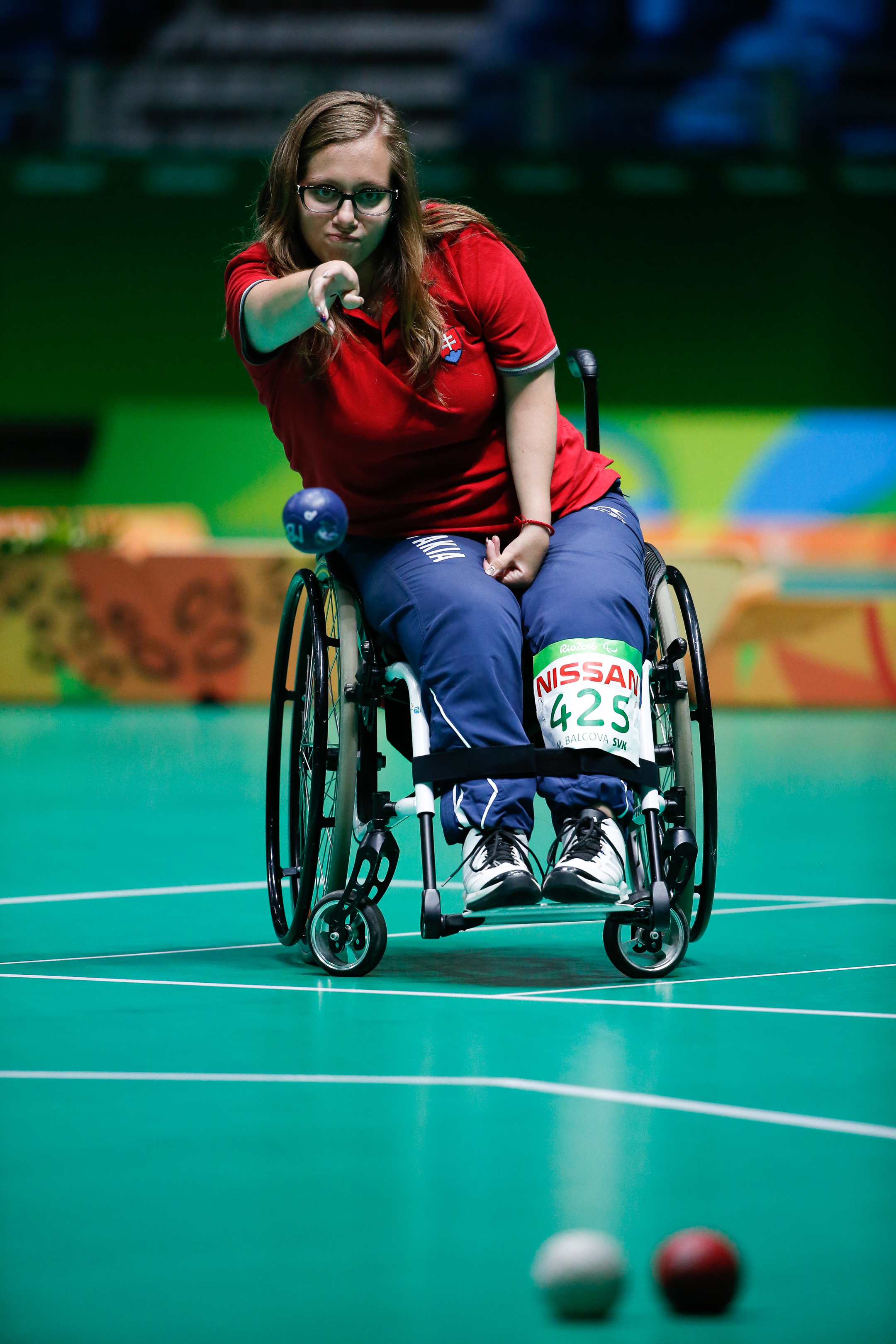
Jugadora de pareja BC4 lanzando la bocha.

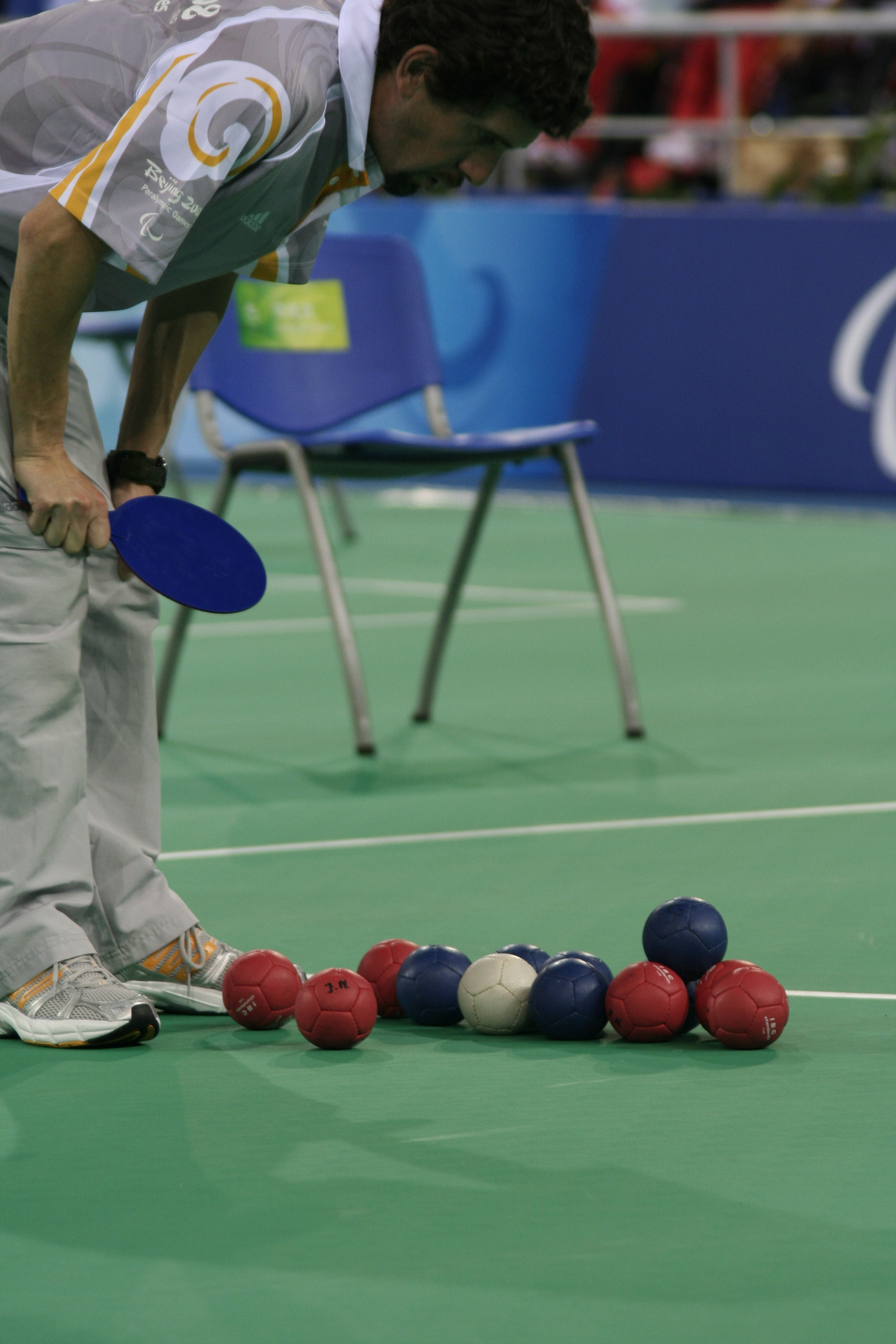
El árbitro verifica la posición de las bochas.

La reglas del juego de bochas adaptadas, así como el sistema de clasificaciones, son establecidas desde 2012 por la Federación Internacional de Bochas (BISFed). Antes de esa fecha las establecía la CP-ISRA (Cerebral Palsy International Sport and Recreation Association - Asociación Internacional de Deportes y Recreación de la Parálisis Cerebral).
Este deporte se puede practicar de manera individual, por parejas o equipos todos ellos mixtos en el que hombres y mujeres compiten entre sí. Es similar a la Petanca, sobre una pista rectangular de 12´5 x 6 m y el suelo normalmente es de madera o sintético. Los jugadores tratan de lanzar sus balones lo más cerca posible del objetivo,  una pelota blanca, mientras intentan alejar las de los rivales.
Cada jugador, pareja o equipo dispone de seis bolas rojas o azules en cada manga de cuatro, seis si es por equipos, y gana aquel que consiga acercar más su bola a la blanca. También recibirán puntos extra por cada bola más cercana a la blanca antes de la primera del contrario.  Cada bola tiene, incluida la blanca,  8,3 cm de diámetro y tienen un peso de aproximadamente 270 g.

### Elementos
- Bolas de bochas: Un juego de bolas de bochas está compuesto por 6 bolas rojas, 6 bolas azules y 1 bola blanca o bola diana (jack en inglés). Las medidas serán de 270 mm. (+/- 8 mm.) de circunferencia y 275 gr. (+/- 12 gr.) de peso. Se trata de bochas levemente más grandes que una pelota de tenis, construidas en cuero y levemente mullidas, lo que les confiere la facultad de asentarse en el suelo y llevan a que los lanzadores necesiten "redondear" la bola antes de lanzarla.[16]

- Pista: La superficie debe ser llana y lisa como el suelo de un gimnasio, preferentemente de madera o plástico sintético, materiales habituales en los polideportivos. El terreno de juego mide 12.5 metros de largo por 6 metros de ancho. El área de lanzamiento se divide en 6 boxes de lanzamiento desde donde el/la jugador/a deberá lanzar sin que ninguna parte de su cuerpo o de la silla pise en las líneas que lo delimitan.[16]

- Canaletas: Las canaletas que se utilizan en la división BC3 no deben exceder el tamaño del box de cada jugador (2,5 metros por 1 metro) y no pueden tener ningún elemento que ayude a la propulsión de la bocha.[16]

- Tiempo: cada bando tiene un tiempo máximo en cada parcial para lanzar sus seis bochas, que varía entre 4 y 7 minutos, según la división.[16]

### El juego
Antes de comenzar se sortea quién iniciará el juego. El ganador del sorteo puede elegir iniciar el juego o jugar en segundo término. Quien inicia recibe la bocha blanca (diana) y las seis bochas rojas. Primero se arroja la diana a una posición válida y luego la primera bocha roja. A continuación hace su primer lanzamiento las bochas azules. A partir de ese momento debe lanzar el bando que está más alejado, hasta lograr colocar una bocha en la posición más cercana o hasta que use las seis bochas: siempre lanza el bando que vaya perdiendo. Es el árbitro quien antes de cada lanzamiento indica con una paleta de color, cuál bando debe lanzar.
Al finalizar cada parcial, la persona, pareja o equipo que haya dejado su bola más cerca de la bola blanca o diana, anotará un punto por cada una de las bolas que se encuentren entre la diana y la más próxima de las del contrario. Al finalizar los parciales, los puntos obtenidos en cada uno de ellos se sumarán, siendo ganador el que más puntos haya sumado.
En el caso de obtenerse la misma puntuación, se juega un parcial de “desempate”. En el conjunto de partidos, los puntos anotados en el desempate no contarán en el marcador del jugador en ese partido; sino que servirán únicamente para determinar el ganador.

### Protestas
El reglamento permite que el bando que crea que ha sido perjudicado por una decisión del árbitro, proteste formalmente por escrito la decisión y pida la revisión en dos instancias, por personas independientes. En caso de que el Comité de Protesta considere que ha existido una decisión errada, el partido debe jugarse nuevamente desde el punto en que se produjo el fallo equivocado.